# Друк ультрафіолетовими чорнилами
Друк ультрафіолетовими чорнилами — новий напрямок у застосуванні друкованої продукції. 
УФ-технологія дозволяє друкувати як на рулонних, так і на твердих листових матеріалах, таких як стінові та стельові панелі, композитні матеріали, керамічна плитка, коркове покриття, лінолеум, килимове покриття, дерево, ДВП, ДСП, оргскло і скло, шпалери, полотно, тканина, картон і папір, плівка, пластик і ПВХ, металеві поверхні і багато іншого.
Принцип цього виду друку заснований на спеціальних рідких чорнилах, які, при впливі на них ультрафіолетового випромінювання, полімеризуються і переходять в твердий стан. Барвник не вбирається в матеріал, залишаючись на його поверхні, що забезпечує яскраві та насичені кольори. Полімеризовані таким чином чорнила мають високу стійкість до факторів зовнішнього впливу, вони не вицвітають і не розчиняються у воді і розчинниках. Крім того, чорнила мають високу покривну, або низьку прозорість, що дозволяє отримувати насичені та яскраві зображення, що працюють на просвіт.
Як правило, більшість УФ-принтерів дозволяють друкувати як на жорстких листових, так і на рулонних матеріалах. Максимальна товщина твердих матеріалів до 100 мм, ширина друку до 2000 мм. Можливість стикувати декілька аркушів дозволяє отримувати зображення великих розмірів. Друк здійснюється з роздільною здатністю 600, 1200 і 2400 dpi. За допомогою даної технології можна досягти не тільки відмінної якості зображення практично на будь-якій поверхні, а також і глибини кольору, що не доступна при звичайному друку.
Повнокольорове і довговічне полімерне покриття в готовому вигляді стійке до вигорання, є вологостійким, не боїться перепадів температур і впливу більшості хімічних реагентів, його можна мити м'якими мийними засобами. 
Для виготовлення фото-панно на керамічній плитці, друку на силікатному склі й інших дуже гладких поверхнях, що мають низькі адгезійні характеристики, впроваджена технологія нанесення поверхневого шару полімерного, який створює додатковий захист від механічних впливів і тим самим значно розширює області застосування виробу і збільшує термін його служби.